# Erginulus arcuatus
Erginulus arcuatus is een hooiwagen uit de familie Cosmetidae.